# Samson et Dalila
Pour les articles homonymes, voir Samson et Dalila (homonymie), Samson (homonymie) et Dalila.
Airs
- Printemps qui commence (Acte 1)
- Samson, recherchant ma présence...Amour! viens aider ma faiblesse! (Acte 2)
- Mon cœur s'ouvre à ta voix (Acte 2)
- Bacchanale (Acte 3)

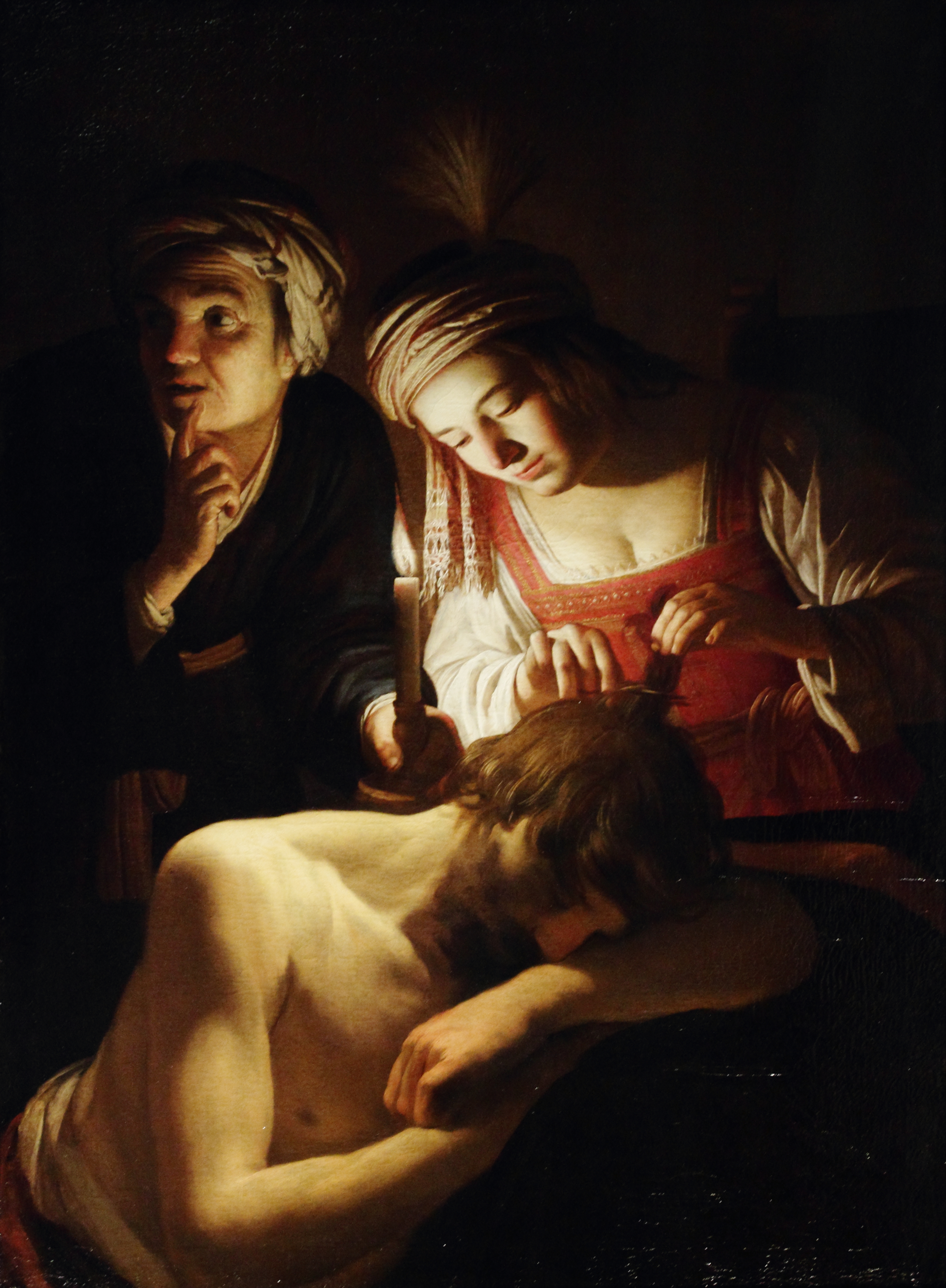
Samson et Dalila
Gerard van Honthorst, 1615.

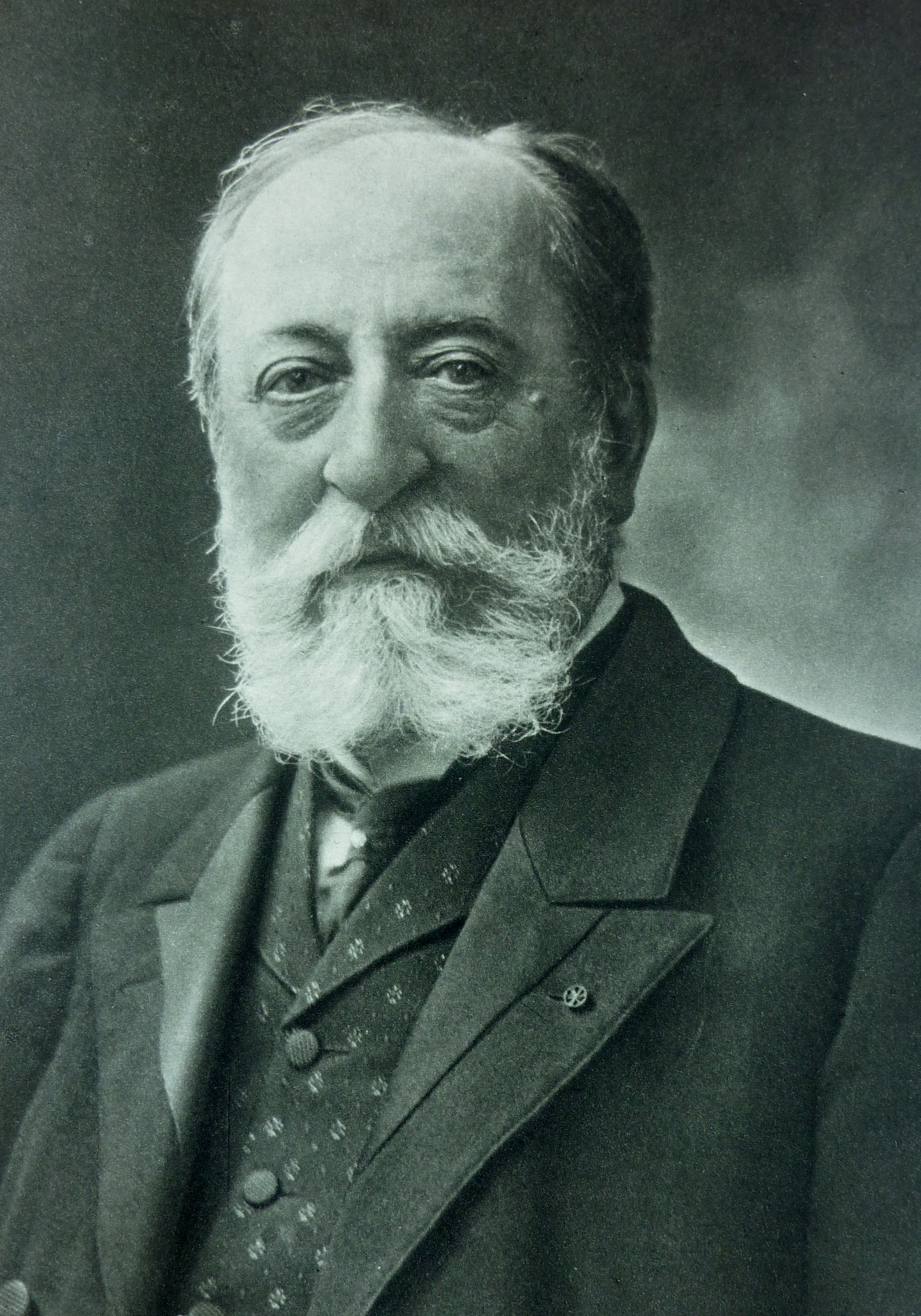
Camille Saint-Saëns.

Samson et Dalila, op. 47, est un Grand opéra composé par Camille Saint-Saëns sur un livret de Ferdinand Lemaire. Il s'apparente également à l'oratorio sur son plan dramaturgique et musical. Il se divise en trois actes et quatre scènes, s'inspirant du récit biblique extrait du Livre des Juges, autour de la figure de Samson. 
L’œuvre comporte deux grands airs de Dalila repris régulièrement dans les récitals de mezzo-soprano ou contralto : Printemps qui commence et Mon cœur s'ouvre à ta voix. Des cantatrices comme Shirley Verrett, Marilyn Horne, Olga Borodina ou Elīna Garanča ont incarné le rôle de façon remarquable.

## Historique

### Genèse
Dès 1859, le compositeur démarre le projet mais sa production subit une éclipse durant huit années. À partir de 1867 ou 1868, Saint-Saëns recommence la composition de Samson et Dalila, d’abord sous la forme d'un oratorio, à la manière des ouvrages de Georg Friedrich Haendel,. Il choisit alors Ferdinand Lemaire comme librettiste, bien que celui-ci soit amateur dans le domaine et contacte Pauline Viardot pour l'écriture du rôle de Dalila. Le librettiste propose au compositeur d'écrire un ouvrage plus conséquent encore et le compositeur ébauche un plan de l'ouvrage pendant ce temps que le premier versifie le texte à partir d'extraits de la bible. La forme de l'ouvrage évolue, notamment sous l'influence de Richard Wagner, en particulier au niveau de la partie lyrique, que le compositeur souhaite diriger vers une forme de déclamation, ainsi que l'emploie du leitmotiv. Reprenant ces codes, l'œuvre devient opéra en même temps que sa tournure prend le parti d'une approche profane plutôt que sacré.
Au moment où le compositeur fait germer son opéra, initialement intitulé Dalila, il achève la partition de Orient et Occident, op. 25., et celle de Mélodies persanes, op. 26., manifestant l'intérêt qu'il porte à l'orientalisme, influençant ainsi son approche lors de l'écriture de cet ouvrage lyrique. Pour des raisons de santé, il séjourne d'ailleurs quelque temps, lors de l'automne 1873, en Algérie, où il y poursuit la composition.
La composition de l'opéra est cependant discontinue, la guerre franco-prussienne l'interrompt jusqu'en 1872 ; le soutien de Franz Liszt permet de relancer le projet,. Il le rencontre lors de fêtes données en Allemagne, pendant lesquelles le compositeur français souhaite faire écouter des extraits de son ouvrage naissant à son homologue. Celui-ci lui confie qu'il le montera sur scène quoi qu'il arrive, et l'invite à en terminer l'écriture. En 1874, lors d’une nouvelle représentation privée du deuxième acte que Camille Saint-Saëns compose en premier, chez Pauline Viardot et le compositeur, l'accueil est assez mitigé,. Par la suite, devant la méfiance que provoque l'annonce de l'écriture de cet ouvrage, Camille Saint-Saëns délaisse la composition. L’acte 1 est alors rapidement achevé et donné en concert avec orchestre à Paris aux Concerts Colonne, l'acte 3 suit fin 1875 et début 1876,.

### Création
L'œuvre ayant été interdite en France par la IIIe République naissante dans le contexte de l'anticléricalisme, la création complète et scénique de l'ouvrage (en allemand et sur l'initiative de Liszt) a lieu au Théâtre de la Cour grand-ducale de Weimar, le 2 décembre 1877 sous la direction d'Eduard Lassen. 
Il est joué peu après sous la forme de l'oratorio en mai 1878 à la Grande Harmonie de Bruxelles avec la Société de musique de Bruxelles. L'opéra est ensuite monté pour trois représentations à l'Opéra de Hambourg sous la direction du compositeur en mars 1882.
Au-delà des considérations politiques, l'importance de l'orchestre dans la partition fait redouter au public français un opéra  « symphoniste » de compositeur. Il faut attendre 1890 pour que l'opéra soit représenté en création en France, alors au Théâtre des Arts de Rouen, le 3 mars, pour dix sept représentations, sous la direction de Gabriel Marie. Connaissant un succès local, il y est représenté pas moins de cent dix fois jusqu'à la Première Guerre Mondiale. Par la suite, il est monté à Paris, d'abord à l'Éden-Théâtre (en) en octobre de la même année sous la même direction, puis à Lyon, Marseille, Bordeaux, etc. entre 1891 et 1892, et enfin au Palais Garnier de l'Opéra de Paris en 1892 sous la direction de Édouard Colonne ; Samson et Dalila y est monté à plus de neuf cent reprises entre sa création et 1978.  

### Postérité
Fondé sur l'épisode biblique de la séduction de Samson par Dalila, c'est le seul opéra de Saint-Saëns actuellement inscrit au répertoire, faisant partie des ouvrages lyriques français les plus représentés sur scène. Les douze autres chefs-d'œuvre lyriques du compositeur restent pour la plupart très rarement joués et enregistrés, voire complètement oubliés. En revanche, à partir des années 1980, des scènes étrangères donnent régulièrement Samson et Dalila, notamment le Metropolitan Opera de New York, Londres, etc.

## Description

### À propos du récit biblique
L’intrigue de l’opéra est tirée du Livre des Juges, chapitres 13 à 16, comme l'est l'opéra Samson composé par un autre des amis de Liszt, Joachim Raff, composé en 1857. Après l’Exode hors d’Égypte, à l’époque de Josué, le peuple d'Israël avait immigré en Judée. Au mépris du premier commandement, il céda à nouveau au polythéisme et vénéra, outre Yahvé, les dieux cananéens. En guise de châtiment, il tomba sous le joug des Philistins.
L’apparition du légendaire Samson marque un tournant. Samson avait été promis à sa mère inféconde par un ange et annoncé comme un libérateur du peuple et un être consacré à Dieu qui n’avait pas le droit de se couper les cheveux. Samson, en combattant solitaire, fut souvent inscrit dans la tradition des héros de la mythologie grecque et, au même titre qu’Héraclès, possédait des pouvoirs surhumains. Son caractère était considéré comme impulsif et violent. Selon le Livre des Juges, son adversaire et séductrice Dalila, qui lui arracha son secret, provoquant ainsi sa chute, agissait pour le compte des princes des Philistins.
Après l’époque de Samson, le peuple d’Israël continua à être en guerre contre les Philistins, qui, selon la Bible, ne furent vaincus que sous le roi David.

### Rôles
| Rôle                       | Voix          | Créateur              | Rouen 1890       | Eden-Théâtre 1890      | Opéra de Paris 1892     |
| -------------------------- | ------------- | --------------------- | ---------------- | ---------------------- | ----------------------- |
| Dalila                     | mezzo-soprano | Auguste von Müller    | Amélia Bossy     | Rosine Bloch           | Blanche Deschamps-Jéhin |
| Samson                     | ténor         | Franz Ferenczy        | Emmanuel Lafarge | Jean-Alexandre Talazac | Edmond Vergnet          |
| Le Grand-Prêtre de Dagon   | baryton       | Hans Feodor von Milde | M. Mondaud       | Jacques Bouhy          | Jean Lassalle           |
| Abimélech, satrape de Gaza | basse         | Dengler               |                  |                        | René-Antoine Fournets   |
| Un vieillard hébreu        | basse         | Adolf Henning         |                  |                        | Marius Chambon          |
| Un messager philistin      | ténor         |                       |                  |                        |                         |
| Premier Philistin          | ténor         |                       |                  |                        |                         |
| Deuxième Philistin         | basse         |                       |                  |                        |                         |

### Argument
En Palestine, dans les temps bibliques.

#### Acte I
Samson appelle le peuple d'Israël à se mettre à l'action plutôt que de s'en tenir aux lamentations en lui enjoignant de se soulever contre les Philistins, ses oppresseurs. Il conduit les Hébreux vers la révolte contre Abimélech, gouverneur de Gaza. Le grand prêtre du culte de Dagon essaye de convaincre les Philistins de se défendre en réprimant durement les révoltés. Il n'y parvient pas car ils craignent la puissance de Samson. Sortant victorieux, les Hébreux fêtent l'Eternel, et Dalila, une Philistine, vient féliciter Samson, son ennemi, en s'offrant à lui. Samson est dérouté, et malgré les injonctions à s'en méfier d'un vieillard hébreu, Samson ne peut se détourner de Dalila.

#### Acte II
Dalila prépare sa vengeance contre le héros, le séduisant afin de l'asservir. Le grand prêtre lui demande de se hâter, par crainte que le temps ne joue contre eux et fasse reculer l'admiration de Samson pour la Philistine. Dalila admet que ses tentatives d'arracher par la force le secret de la puissance de Samson ont été infructueuses et que sa nouvelle tentative prévue pour le soir même devrait fonctionner. Samson renouvelle ses voeux d'amour à Dalila, malgré la confusion qu'elle lui inspire. La Philistine prétend douter de la sincérité du héros et décide de rentrer chez elle, provoquant ainsi la capture du héros, parti la rejoindre.

#### Acte III
Samson, captif, a été aveuglé et rasé. Il regrette amèrement ses actions tandis que les Hébreux se scandalisent de sa trahison. Le temple de Dagon prépare la fête durant laquelle Samson doit être l'attraction principale. Malgré son état, Samson parvient à réunir ses dernières forces pour faire écrouler le bâtiment, faisant s'effondrer le temple sur le peuple philistin et sur lui-même.

### Instrumentation
L'orchestration de Samson et Dalila comprend les instruments suivants :
- Bois : 3 flûtes, 2 hautbois, 1 cor anglais, 2 clarinettes, 1 clarinette basse, 2 bassons, 1 contrebasson ;
- cuivres : 4 cors, 2 trompettes, 2 cornets à pistons, 3 trombones, 1 tuba, 2 ophicléides ;
- 2 harpes, percussions ;
- cordes.

## Discographie sélective
CD :
- Hélène Bouvier, José Luccioni, Charles Cambon, Orchestre de l'Opéra de Paris, Louis Fourestier, (1946), (Naxos)
- Rita Gorr, Jon Vickers, Ernest Blanc, Orchestre de l'Opéra de Paris, Georges Prêtre, (1963) (EMI Classics)
- Christa Ludwig, James King, Bernd Weikl, Orchestre de la radio de Munich, Giuseppe Patané, (1973) (RCA)
- Agnes Baltsa, José Carreras, Jonathan Summers, Orchestre symphonique de la Radiodiffusion bavaroise, Colin Davis, (1989) (Philips Classics
- Waltraud Meier, Plácido Domingo, Alain Fondary, Orchestre de l'Opéra Bastille, Chung Myung-whun, (1991) (EMI Classics)

DVD :
- Shirley Verrett, Jon Vickers, Covent Garden Orchestra, Colin Davis (DVD)
- Olga Borodina, Placido Domingo, Sergei Leiferkus, René Pape, Metropolitan Opera Orchestra, James Levine (DVD)

## Filmographie sélective
- Roberto Alagna (Samson), Marie-Nicole Lemieux (Dalila), Nicolas Cavallier (Le Grand-Prêtre de Dagon), Julien Véronèse (Abimélech), Christophe Berry (un messager philistin), Nicolas Courjal (un vieillard hébreu), Marc Larcher (le premier Philistin), Frédéric Caton (le second Philistin); Ballet de l'Opéra Grand Avignon (directrice de la danse par intérim : Brigitte Claret), Ballet de l'Opéra-Théâtre de Metz Métropole (maître de ballet : Laurence Bolsigner-May); Chœur de l'Opéra de Monte-Carlo (chef de chœur : Stefano Visconti), Chœur de l'Opéra Grand Avignon (chef de chœur : Christophe Talmont); Orchestre Philharmonique de Radio France (direction musicale : Yves Abel) (captation du spectacle donné le 7 juillet 2021 à 21h30 aux Chorégies d'Orange; 2h15; mise en scène : Jean-Louis Grinda; lumières : Laurent Castaingt; vidéo : Étienne Guiol et Arnaud Pottier; costumes : Agostino Arrivabene; chorégraphie : Eugène Andrin)[14],[15]

## Autres Premières

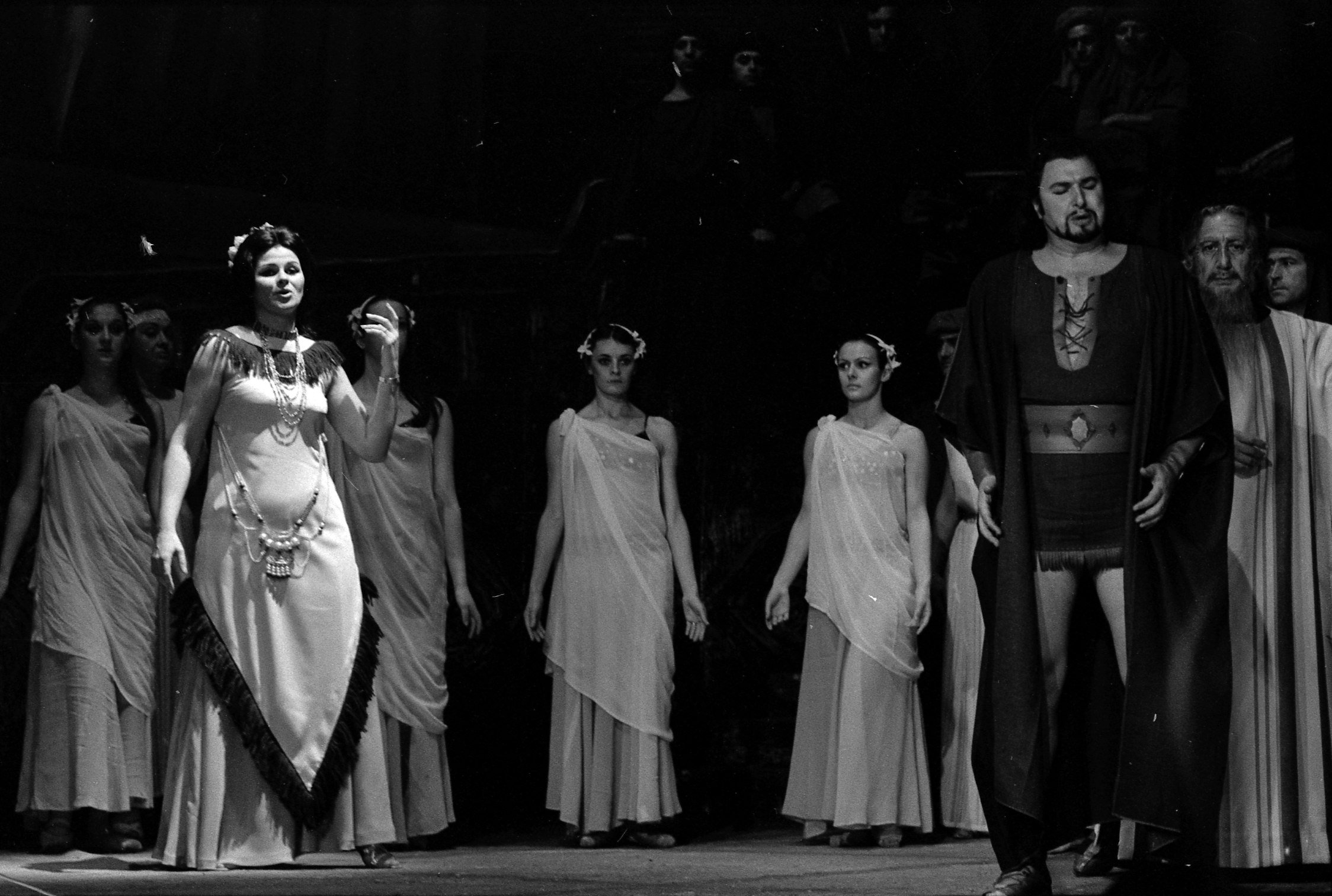
Représentation de Samson et Dalila au Théâtre du Capitole de Toulouse en 1971.

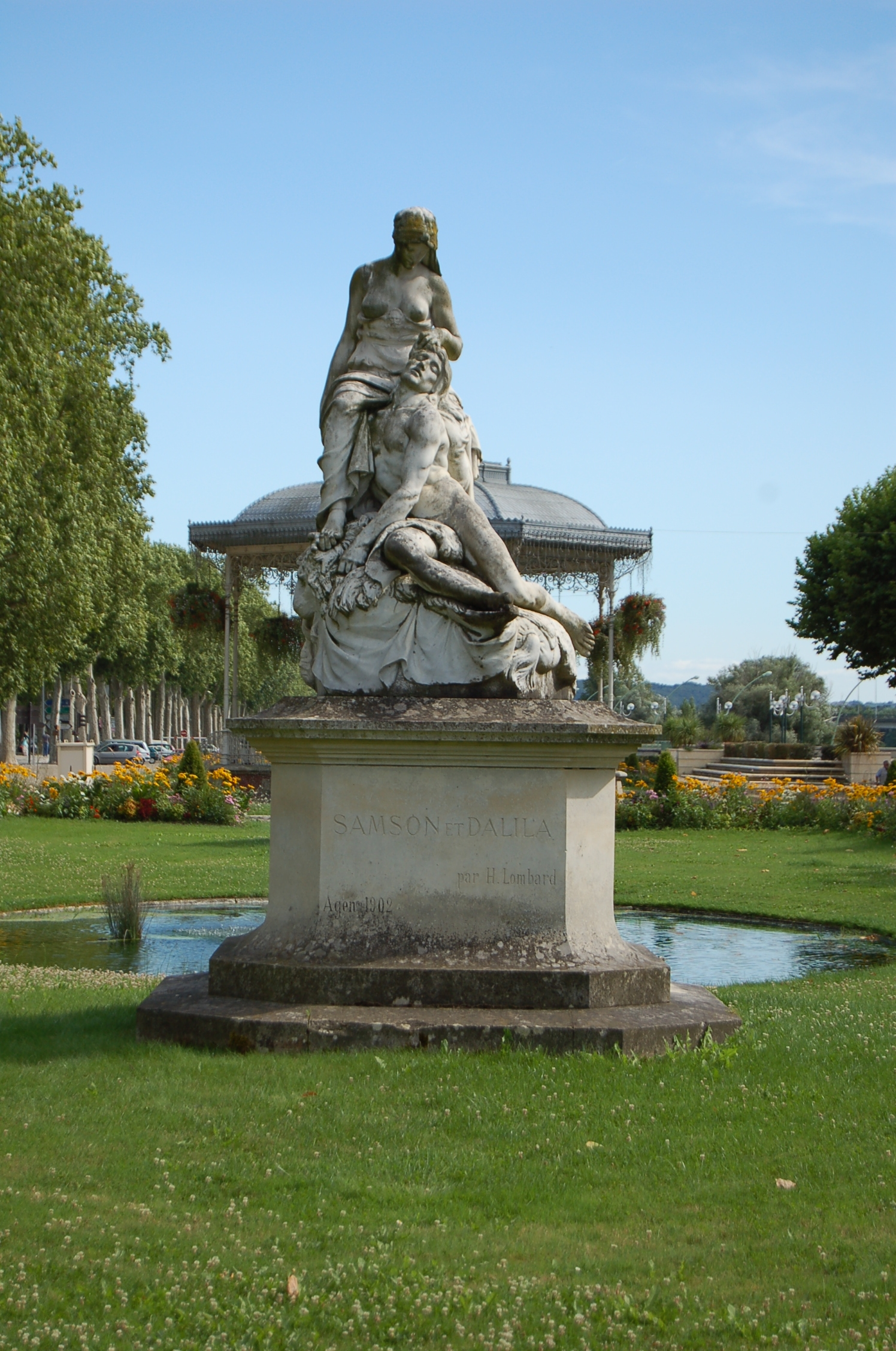
Représentation de Samson et Dalila par H. Lombard à Agen.

- France : le 3 mars 1890, au Théâtre des Arts de Rouen[9]
- Paris : le 31 octobre 1890, au Théâtre Lyrique de l'Eden[9]
- Lyon : le 9 janvier 1891, au Grand-Théâtre
- Marseille : le 10 avril 1891, au Grand-Théâtre
- Monaco : le 15 mars 1892, à l'Opéra de Monte-Carlo
- Opéra de Paris : le 23 novembre 1892, au Palais Garnier[16]
- Russie : 
  - en 1893 à Saint-Pétersbourg lors d'une tournée d'Édouard Colonne;
  - le 19 novembre 1896 au Théâtre Mariinsky de Saint-Pétersbourg avec Maria Slavina (Dalila) et Ivan Erchov (Samson);
  - en 1901 à Moscou au Théâtre Novy sous la direction de Colonne
- Royaume-Uni : 
  - le 25 septembre 1893, en version de concert, à Covent Garden (Promenade Concerts)
  - le 26 avril 1909, en version scénique, à Covent Garden
- Italie : le 17 janvier 1895, à la Scala de Milan
- États-Unis : le 8 février 1895, au Metropolitan Opera de New York
- Espagne: le 9 janvier 1897, au Liceu de Barcelone
- Autriche : le 11 mai 1907, à l'Operntheater de Vienne (sous la direction de Gustav Mahler)

## Autres
- Le groupe de rock britannique Muse s'est inspiré de cet opéra pour la chanson Belong to You (+Mon cœur s'ouvre à ta voix) de l'album The Resistance. On peut y entendre « Ah! Réponds à ma tendresse, verse-moi l'ivresse », extrait de l'air connu ; Mon cœur s'ouvre à ta voix (Acte II, scène 3).
- Klaus Nomi a également chanté cette aria de Samson and Delilah dans son album Klaus Nomi (1981).
- la chanteuse britannique VV Brown a nommé son album paru en 2013 “ Samson & Delilah “